# Moteur M 270/M 274 Mercedes-Benz
Le moteur M 270 est un moteur thermique automobile à combustion interne, fabriqué par Mercedes-Benz de 2011 à début 2020. Il remplace le M 266 et est remplacé par les M 282 et M 260

## Historique
En 2011, lors du lancement de la nouvelle Classe B Type 246, Mercedes-Benz décida également que créer un nouveau moteur plus économique, écologique et respectant les normes européennes de pollution. La production en série du moteur M 270 sera donc lancé. Il remplacera le M 266.
Le moteur sera intégré sur toutes les essences des Type 246 lancé en 2012, les Type 176, les Type 117 et les Type 156 lancées en 2012 et 2013.
Il sera ensuite remplacé à partir de 2018 par les moteurs M 282 et M 260 à la suite de la sortie de la nouvelle norme européenne de pollution : Euro 6.

## Caractéristiques

### Mécanique
La caractéristique technique la plus notable de ce moteur est la possibilité d'installation transversale et longitudinale. Alors que le moteur est installé transversalement dans les modèles compacts à traction avant des classes A et B et qu'il est appelé M 270, dans les autres modèles, il est disposé en longueur et est appelé M 274. Cela nécessite une conception très compacte de l'unité. À cette fin, les unités auxiliaires ont été resserrées et l'espacement des cylindres a été conçu pour être inférieur à 90 mm. Un autre objectif de développement était la réduction de poids. Le moteur tout en aluminium a été doté d'un vilebrequin creux en fonte, ce qui réduit le poids de la version de base à 137 kg grâce à sa conception compacte.
Tous les moteurs de cette série sont dotés d'un turbocompresseur à gaz d'échappement. Malgré la charge, les moteurs sont fortement compressés avec un rapport de 10,3: 1. Initialement, le moteur était construit avec une cylindrée de 1,6 l (1595 cm³, alésage 83,0 mm, course 73,7 mm). En septembre 2012, une variante avec une cylindrée de 2,0 l (1991 cm³, alésage 83,0 mm, course 92,0 mm) et 155 kW (211 ch) dans le modèle A 250 BlueEFFICIENCY a suivi.
Les M 270 et M 274 sont étroitement liés aux moteurs BlueDIRECT 5 M 276 et M 278. En conséquence, il dispose d'une injection directe de troisième génération avec combustion guidée par jet, qui est mise en œuvre via un piézo-injecteur. En plus de la formation de mélange homogène conventionnelle, une charge stratifiée est également mise en œuvre dans les dérivés à grande cylindrée, ce qui, en conjonction avec la suralimentation, représente une nouveauté dans la technologie des moteurs.
Une pompe à piston unique avec une vanne de régulation de volume intégrée dans le module de pompe est utilisée comme pompe haute pression. Cela génère une pression de service contrôlée par calculateur jusqu'à 200 bars. Le carburant est injecté dans la chambre de combustion jusqu'à cinq fois par cycle de travail, en fonction de la plage de charge. Là, un allumage multi-étincelles enflamme le mélange air-carburant.
Le moteur a deux arbres à cames en tête entraînés par chaîne. Le calage des deux arbres à cames est réglable en conjonction avec le turbocompresseur, cela permet ce que l'on appelle le balayage, dans lequel les temps d'ouverture des soupapes d'entrée et de sortie se chevauchent partiellement. Ici, l'air frais frais aspiré chasse les gaz d'échappement chauds qui se trouvent encore dans la chambre de combustion dans le collecteur d'échappement, ce qui améliore considérablement le remplissage des cylindres. Le turbocompresseur réagit beaucoup plus rapidement, en particulier à bas régime, en raison de l'augmentation du débit de gaz dans le système d'échappement. Cela évite le décalage du turbo. Grâce à l'injection directe, l'air frais n'est pas encore mélangé au carburant lorsqu'il s'écoule dans le cylindre, ce qui évite les pertes de purge (essence non brûlée s'échappant dans le collecteur d'échappement).
Les moteurs 1,6 l sont équipés en option du système dit Camtronic. Cela peut passer à une came d'admission plus petite dans les plages de charge partielle, ce qui permet une pression du collecteur d'admission plus élevée et évite ainsi les pertes d'étranglement. En conjonction avec l'arbre à cames à admission variable, cela permet de contrôler la charge avec l'arbre à cames lorsque les charges sont appropriées. Avec les moteurs M-270 et M-274, une commande de charge à trois étages est mise en œuvre lors du fonctionnement avec une petite came d'admission: à très faibles charges, une levée de soupape réduite est sélectionnée de sorte que le papillon des gaz doit être ouvert davantage pour le même quantité d'air. À des charges moyennes, le système bascule sur les cames d'admission plus grandes, et à des charges plus élevées, la pression du collecteur d'admission est également augmentée via le turbocompresseur.
La conception compacte du moteur et le processus de combustion nécessitent un refroidissement moteur sophistiqué. Le liquide de refroidissement s'écoule à travers une chemise d'eau en deux parties avec refroidissement à flux transversal et à travers des canaux de refroidissement de seulement trois millimètres d'épaisseur entre les bougies d'allumage et les injecteurs de carburant vers les zones de chaleur. Afin d'assurer une consommation de carburant acceptable même à des vitesses plus élevées, l'enrichissement à pleine charge n'est nécessaire qu'à des vitesses supérieures à 200 km/h grâce au système de refroidissement moteur efficace pour refroidir la culasse. Lors d'un démarrage à froid, grâce à une pompe à eau commandée à la demande avec une vanne à boisseau sphérique à débit optimisé, aucun liquide de refroidissement ne circule dans le moteur. Cela conduit à atteindre rapidement la température de fonctionnement et contribue ainsi à une consommation de carburant moindre et à un meilleur comportement à l'usure. L'intérieur du véhicule est également chauffé le plus rapidement possible. Le thermostat contient également une vanne à boisseau sphérique à débit optimisé. Celle-ci est régulée électroniquement par la commande du moteur en fonction du style de conduite et des conditions ambiantes et définit la température optimale du liquide de refroidissement.
La pompe à huile est également équipée d'une commande en fonction des besoins, ce qui contribue à des économies de carburant supplémentaires. C'est également le but de la fonction démarrage / arrêt ECO, qui coupe automatiquement le moteur et le répète sans délai en cas d'arrêts courts, tels que des embouteillages ou des feux rouges.

### Performances
| Moteur*             | Désignation | Cylindrée         | Performance                                                 | Couple                                                 |
| ------------------- | ----------- | ----------------- | ----------------------------------------------------------- | ------------------------------------------------------ |
| M 270 DE 16 AL      |             | 1 595 cm3 (1,6 L) | 115 kW (156 ch) à 5300 tr/min                               | 250 N m à 1250-4000 tr/min                             |
| M 270 DE 16 AL red. |             | 1 595 cm3 (1,6 L) | 75 kW (102 ch) à 4500 tr/min 90 kW (122 ch) à 5000 tr/min   | 180 N m à 1250-3500 tr/min 200 N m à 1250-4000 tr/min  |
| M 270 DE 20 AL      |             | 1 991 cm3 (2,0 L) | 135 kW (184 ch) à 5500 tr/min 155 kW (211 ch) à 5500 tr/min | 300 N m à 1200-4000/ tr/min 350 N m à 1200-4000 tr/min |

*Légende : M = Motor (moteur) ; 270 = type ; DE = Direkteinspritzung (injection directe, dans chaque cylindre) ; chiffre 16/20 = cylindrée ; A = Abgasturbolader (turbocompresseur) ; L = Ladeluftkühlung (Intercooler) ; red. = reduzierte(r) Leistung/Hubraum (Réduit(s) Puissance/Déplacement).
La transmission se fait uniquement sur l'essieu avant. Niveau boîte de vitesses, il y en avait deux différentes : 
- boîte manuelle à 6 rapports ;
- boîte automatique à 7 rapports (7G-DCT).

## Utilisation

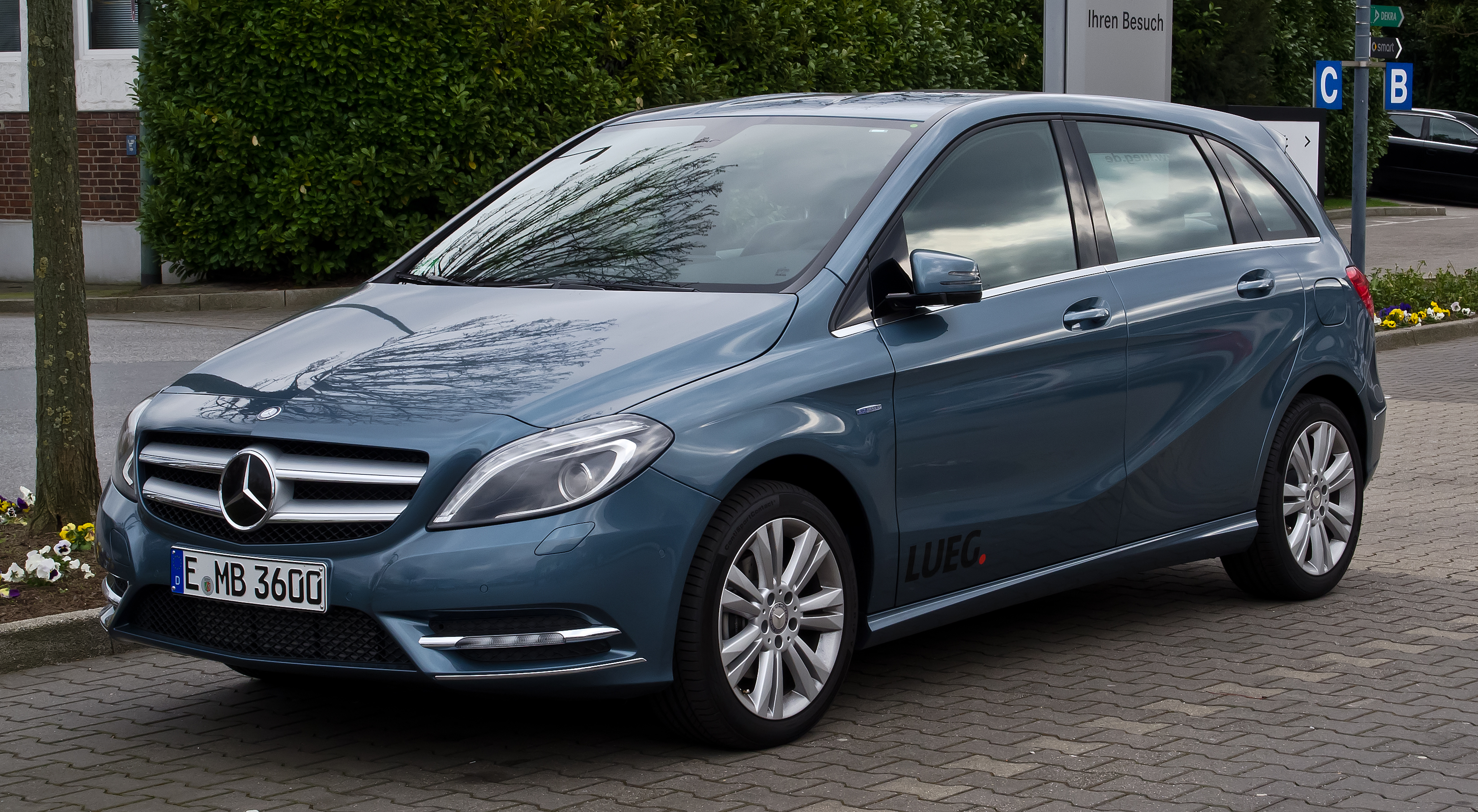
Mercedes-Benz B 180 BlueEFFICIENCY - W246.

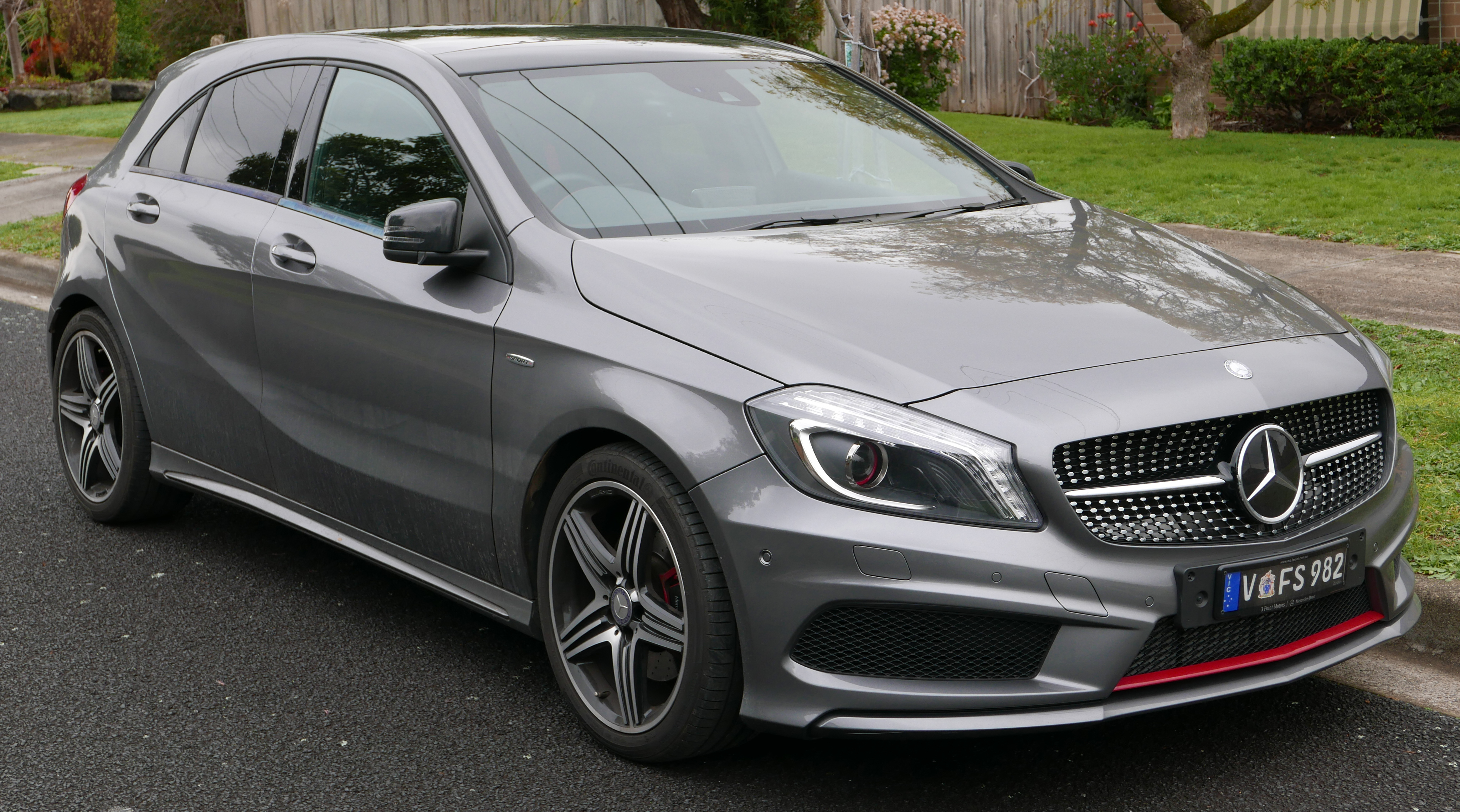
Mercedes-Benz A 250 Sport - W176.

### Chez Mercedes-Benz
| Variante            | Classe / Série | Type     | Modèle                                                                           | Année       |
| ------------------- | -------------- | -------- | -------------------------------------------------------------------------------- | ----------- |
| M 270 DE 16 AL      | Classe A       | Type 176 | A 200                                                                            | 2012 - 2018 |
| M 270 DE 16 AL      | Classe B       | Type 246 | B 200                                                                            | 2011 - 2018 |
| M 270 DE 16 AL      | Classe CLA     | Type 117 | CLA 200                                                                          | 2013 - 2019 |
| M 270 DE 16 AL      | Classe GLA     | Type 156 | GLA 200                                                                          | 2013 - 2020 |
| M 270 DE 16 AL red. | Classe A       | Type 176 | A 160 ; A 180 ; A 180 BlueEFFICIENCY                                             | 2012 - 2018 |
| M 270 DE 16 AL red. | Classe B       | Type 246 | B 160 ; B 180 ; B 180 BlueEFFICIENCY                                             | 2011 - 2018 |
| M 270 DE 16 AL red. | Classe CLA     | Type 117 | CLA 180 ; CLA 180 BlueEFFICIENCY                                                 | 2013 - 2019 |
| M 270 DE 16 AL red. | Classe GLA     | Type 156 | GLA 180                                                                          | 2015 - 2020 |
| M 270 DE 20 AL      | Classe A       | Type 176 | A 220 4MATIC ; A 250 ; A 250 4MATIC ; A 250 Sport ; A 250 4MATIC Sport           | 2012 - 2018 |
| M 270 DE 20 AL      | Classe B       | Type 246 | A 220 4MATIC ; A 250 ; A 250 4MATIC                                              | 2012 - 2018 |
| M 270 DE 20 AL      | Classe CLA     | Type 117 | CLA 220 4MATIC ; CLA 250 ; CLA 250 4MATIC ; CLA 250 Sport ; CLA 250 4MATIC Sport | 2013 - 2019 |
| M 270 DE 20 AL      | Classe GLA     | Type 156 | GLA 220 4MATIC ; GLA 250 ; GLA 250 4MATIC                                        | 2013 - 2020 |

*Légende : M = Motor (moteur) ; 270 = type ; DE = Direkteinspritzung (injection directe, dans chaque cylindre) ; chiffre = cylindrée ; A = Abgasturbolader (turbocompresseur) ; L = Ladeluftkühlung (Intercooler) ; red. = reduzierte(r) Leistung/Hubraum (Réduit(s) Puissance/Déplacement).

### Chez d'autres constructeurs
Ce moteur est également disponible sur l'Infiniti Q30 et Q30S en 122, 156 et 211cv[réf. nécessaire].